# كارلوس بريتو
كارلوس بريتو (بالبرتغالية: Carlos Luís Brito) (21 سبتمبر 1963 بورتو البرتغال - ) هو لاعب كرة قدم برتغالي يلعب كمدافع.

## روابط خارجية
- كارلوس بريتو على موقع قاعدة بيانات كرة القدم.إي يو (الإنجليزية)
- كارلوس بريتو على موقع Soccerway.com (الإنجليزية)
- كارلوس بريتو على موقع عالم كرة القدم.نت (الإنجليزية)